# Hodelm
Hodelm (łac. Dioecesis Hodelmensis) – stolica historycznej diecezji w Szkocji, istniejącej w VI wieku. Współcześnie miejscowość Hoddam w hrabstwie Dumfries and Galloway. Obecnie katolickie biskupstwo tytularne.

## Biskupi tytularni
| Lp. | Biskup                | Funkcja                                      | Od                | Do                   |
| --- | --------------------- | -------------------------------------------- | ----------------- | -------------------- |
| 1   | Daniel Pilarczyk      | biskup pomocniczy Cincinnati (USA)           | 12 listopada 1974 | 30 października 1982 |
| 2   | Patrick Ronald Cooney | biskup pomocniczy Detroit (USA)              | 3 grudnia 1982    | 6 listopada 1989     |
| 3   | Thomas Dupré          | biskup pomocniczy Springfield (USA)          | 7 kwietnia 1990   | 14 marca 1995        |
| 4   | Paul Gallagher        | nuncjusz apostolski urzędnik Kurii Rzymskiej | 22 stycznia 2004  |                      |